# 租庸調
租庸調（そようちょう）、または租調庸（そちょうよう）とは、日本・中国及び朝鮮の律令制下での租税制度である。

## 日本の租調庸
日本の租庸調制は律令制で整備された。中国の制度を取り入れ修正を施した。
租（田租）は班給した口分田に対する課税で、その面積に基づき収穫物から規定の割合が徴収され、郡衙の正倉へ運ばれ蓄えられ、各国の財源へ当てた。
庸は労役が課されたが、課されない場合は物納とされ、その庸物は都の民部省へ納め中央政府の財源へ当てた。調は各国の規定の物資を、民部省・主計寮の監査の下、大蔵省へ運び入れた。徴収作業は8月から始め、郡家・国庁の倉庫に集められ、木簡が付けられ、11月末までに都へ運搬した。地震や土砂災害などの天変地異が発生した場合には、地域的に免除されることがあった。
庸調物の都への物納は、郡司が運搬役（運脚夫）を選抜し（庸の労役の扱いだった）、集団を作り、都まで担いで徒歩で運搬した。
運脚の集団は、国府と都を直線で結ぶ官道（駅路）七道を歩き、駅で宿泊した（→日本の古代道路#民衆交通）。集団から逸れた運脚は、食料が尽き餓死することもあった。

### 租
租は、口分田1段につき2束2把とされ、これは収穫量の3 %から10 %分に相当した。原則として9月中旬から11月30日までに国府へ納入され（田租、この移送を「輸」と呼ぶ）、災害時用の備蓄米（不動穀）を差し引いた残りが国衙の主要財源とされた。しかし、歳入としては極めて不安定であったため、律令施行よりまもなく、これを種籾として百姓に貸し付けた（出挙）利子を国衙の主要財源とするようになった。一部は舂米（臼で搗いて脱穀した米）として、1月から8月30日までの間に、京へ運上された（年料舂米）。
また、戸ごとに五分以上の減収があった場合には租が全免される規定（賦役令水旱虫霜条）があり、そこまでの被害が無い場合でも「半輸」と呼ばれる比例免の措置が取られるケースがあったが、当時の農業技術では、全免・比例免を避けることは困難であった。そこで、1つの令制国内において定められた租の総額に対して7割の租収入を確保することを目標として定めた「不三得七法」と呼ばれる規定が導入されたが、これを達成することも困難であったため、大同元年（806年）に旧例として原則化されるまでしばしば数字の変更が行われた。
唐の律令では、丁の人数を基準とした丁租であるのに対して、日本の律令では田の面積を基準とした田租となっている。このため、日本における租は律令以前の初穂儀礼に由来するとの説もある。

### 庸
正丁（21歳から60歳の男性）・次丁（61歳以上の男性）へ賦課された。元来は、京へ上って労役が課せられるとされていたが（歳役）、その代納物の納入、もしくは上京生活を支える仕送りとして、布・米・塩などを京へ送るものを庸といった。庸を米で納める場合は庸米（ようまい）、布で納める場合は庸布（ようふ）と称した。改新の詔では、1戸あたり庸布1丈2尺あるいは庸米5斗を徴収する規定があり、それが律令制下でも引き継がれたと考えられている。京や畿内・飛騨国(別項参照)に対して庸は賦課されなかった。現代の租税制度になぞらえれば、人頭税の一種といえる。
庸は、衛士や采女の食糧や公共事業の雇役民への賃金・食糧に用いる財源となった。

#### 庸米
大宝律令・養老律令には庸米に関する規定は存在していなかったが、『延喜式』には正丁1名あたり米3斗とする規定があること、平城宮などから出土した木簡に庸米1俵として5斗・5斗8升・6斗などの分量が記されているものがあることから、古代を通じて庸米が徴収され、1俵＝2丁分の庸米に相当したとみられている。また、庸が衛士や采女、その他雇役民の食糧に充てられたという点からも、庸としての米は重要な部分を占めていたと考えられている。

#### 庸布
大宝律令では、当時一般的な基準とされていた常布1丈3尺2枚分に相当する布2丈6尺が正丁1名あたり徴収された（ともに幅は2尺4寸）。だが、実際には程なく庸は半減され、慶雲3年（706年）には定制化され、事実上正丁1丈3尺が徴収されることになった。養老元年（717年）には4丈2尺（1丁分の庸布＋調布の長さ）を1端、2丈8尺（2丁分の庸布）を1段と称するようになり、端と段は後には長さの単位としても用いられるようになった。なお、庸布には納付した人物の国郡郷姓名を両端に墨書する規定が存在していた。

### 調
正丁・次丁・中男（17歳から20歳の男性）へ賦課された。繊維製品の納入（正調）が基本であるが、代わりに地方特産品34品目または貨幣（調銭）による納入（調雑物）も認められていた。これは、中国の制度との大きな違いである。官人の給与（位禄・季禄）に充てられる財源であり、民部省・主計寮の監査の下、大蔵省へ直接運び入れた。
京や畿内では軽減、飛騨では免除された。

#### 正調
調の本体であり、繊維製品をもって納入した。正調は大きく分けて絹で納入する調絹（ちょうきぬ）と布で納入する調布（ちょうふ）に分けることが出来る。絹と布との区別は、
- 絹は、蚕から取れる繊維製品を指した。天皇などの高貴な身分の人々が用いる最高級品だった。
- 布は、麻をはじめ苧・葛などの絹以外の繊維製品を指した。

時代によって違うものの、大宝律令・養老律令の規定に基づけば、
- 調絹は長さ5丈1尺・広さ2尺2寸で1疋（1反）となし、正丁6名分の調とする。
- 調布は長さ5丈2尺・広さ2尺4寸で1端（1反）となし、正丁2名分の調とする。

とされていたが、実際の運用においては、養老年間に改訂が行われ、
- 調絹は長さ6丈・広さ1尺9寸で1疋（1反）となし、正丁6名分の調とする。
- 調布は長さ4丈2尺・広さ2尺4寸で1端（1反）となし、正丁1名分の調とする。

とする規定が定められて、これを元に徴収が行われていた。
特に美濃国で作られた絁（絹織物）である美濃絁と、上総国で作られた布（麻織物）である望陀布は、古くから品質は上質とされ、かつ東国豪族の忠誠の証を示す貢納品としても評価され、「東国の調」と呼ばれて古くから宮中行事や祭祀に用いられてきた。このため、美濃絁・望陀布に関する規定が特別に設けられていた。

#### 調副物
調に付属した税。国民が持っている正丁のみ紙や漆など工芸品を納めた。

#### 調銭
調の物納に替え、銭で納税する制度。但し、後世のように貨幣経済は発展していないため、目的は銭貨の流通・還流策の一環であり、大宝律令の施行後間もない和同開珎の鋳造後には施行された。制定当時は、銭5文を調布は長さ1丈3尺に相当するものとされたが、貨幣価値の変動に左右された。神亀年間から天平年間の京畿では正丁1名につき9文となっている。

### 飛騨国の特例
飛騨の民は調・庸を免除される替わりに匠丁（しょうてい、たくみのよほろ）を里ごと10人1年交替で徴発され、平安時代には総勢100名とされた。いわゆる飛騨工(ひだのたくみ)である。匠丁は木工寮や修理職に所属して工事を行った。

### 運脚
調・庸・調副物は京に納入された。運搬は庸の労役であり、郡司が指名した（運脚）。
また、国内各地から運脚が集まったことで都城における人口の密集に拍車をかけて病原体への接触の可能性を高め、更に彼らがそれを故郷に持ち帰ったことが律令制の時代にたびたび発生した疫病の流行の一因であったとする見方もある。
なお、九州の人々は「遠の朝廷」とも呼ばれる大宰府へ税を納入した。

### 年料舂米
各国（遠国を除く）から規定された量の舂米を都へ運び納めた。官人へ給付された。

## 中国大陸の租庸調
中国大陸の租庸調は、北周（556年 -581年）に始まり、唐（618年 - 907年）で完成した。以下は、唐における租庸調である。
租均田制に基づく田地の支給に対して、粟（穀物）2石を納める義務を負った。これが租である。租は穀物を納める税であったが、当時の唐の基盤となった華北の主食は粟（アワ）であり、租の本色（基本的な納税物）は粟とされていた。
庸律令においては、本来は年間20日の労役の義務があり、それを「正役」と称した。正役を免れるために収める税が庸であったが、唐代中期以後は庸を納めることが一般化した（なお、雑徭2日分が正役1日分と換算されたため、雑徭を年間40日を行った者はその年の正役も庸も免除され、庸を正役20日分納めた者は雑徭も40日分免除された）。正役1日に対し絹3尺あるいは布3.75尺を収めることとされていた。
調調は、絹（絹織物）2丈と綿（真綿）3両を収めることとされていた。
ただし、租庸調は南北朝時代統一以前の北朝支配下の農民の実態に合わせた租税制度であったと見られ、隋（581年 - 618年）になってから統治下に含まれるようになった旧南朝支配地域でそのまま実施されたかについて疑問視する意見もある（南朝支配下の華南は稲を主食とし、農民の生産活動が華北とは大きく異なるため）。
均田制が崩壊し、大土地所有の進行の一方で、本籍から離れ小作人となる農民が増えるようになると、制度の維持が難しくなり、地税・青苗税・戸税などの弥縫的な税を経て、建中元年（780年）、徳宗の宰相楊炎の建議により、実際の耕地に応じて徴収する両税制が施行されると、それが主たる歳入源となり、租庸調は形骸化した。

## 朝鮮の租庸調
朝鮮では、三国時代に中国から律令制度とともに租庸調の制度を輸入したとされている。その後の高麗と李氏朝鮮も、租庸調という伝統的な貢納形態に税制の根拠を置いた。名称と内容は時代とともに変わったが、租庸調の基本的な枠組は、20世紀初まで継続した。
租は土地を対象にして賦課するもので、庸は民の労動力を直接使役することで、調は戸を対象に生産物を貢納させるものである。租は田租（전조）、税、租税、貢、田結税などと、庸は徭、役、徭役、賦、貢賦、布などと、調は貢納（공납）、貢、貢賦などとも呼ばれた。
李氏朝鮮は、租庸調の制度を通じて、土地と民を支配し、生産物と労動力を徴収して体制を維持した。李氏朝鮮初期には、租は田畑が課税の対象なので賦課率が明らかだったが、庸と調は官吏たちの不正が伴って負担が重くなり、農民を苦しめた。李氏朝鮮中期以後には、大同法（대동법）により調の大部分も田畑を対象とし米で納めるようになった。庸は軍布（군포）という布で納めるようになり、また均役法（균역법）の制定後には、一部を田畑を対象とし米で納めるようになった。時代によってその負担の軽重が変わり、初期には庸と調の負担が租よりも重かったが、後期には租の負担が一番重くなった。
李氏朝鮮末期には三政の紊乱といわれる税制上の様々な不正や収奪が横行した。1907年 - 1914年になって日本の統治の下、所得税、財産税、流通税、消費税などの近代的租税制度がもたらされた。